# Aline Bonami
Pour les articles homonymes, voir Bonami et Nivat.
Aline Bonami (née Nivat) est une mathématicienne française spécialiste de l'analyse mathématique.

## Formation et carrière
Élève de l'École normale supérieure de jeunes filles de 1963 à 1967, elle commence sa carrière de chercheuse au Centre national de la recherche scientifique (CNRS). En 1970, elle soutient à l'Université Paris-Sud, sous la direction d'Yves Meyer une thèse intitulée Étude des coefficients de Fourier des fonctions de {\displaystyle L^{p}(G)}. Elle est professeur à l'Université d'Orléans de 1973 à sa retraite en 2006.
Elle préside la Société mathématique de France en 2012-2013.

## Principaux travaux scientifiques
Aline Bonami travaille en analyse harmonique réelle et complexe ainsi que ses applications.Ses travaux notables concernent en particulier les inégalités d'hypercontractivité, le processus brownien fractionnaire, les opérateurs de Hankel, les projections de Bergman et de Szegö, et le principe d'incertitude

## Récompenses et distinctions
L'Académie des Sciences lui décerne le Prix Petit d'Ormoy, Carrière, Thébault  en 2001, pour ses résultats sur les projections de Bergman et Szegő, sur les opérateurs de Hankel à plusieurs variables complexes et sur les inégalités d'hypercontractivité. Elle est nommée docteur honoris causa de l'Université de Göteborg en 2002. Une conférence sur l'analyse harmonique s'est tenue en son honneur à Orléans en 2014.
Elle reçoit en 2020 (conjointement avec Peter Ebenfelt de université de Californie à San Diego ), le prix Stefan Bergman décerné par l'American Mathematical Society.

## Vie personnelle
Aline Bonami est la sœur de l'informaticien français Maurice Nivat et de Georges Nivat, slavisant et spécialiste d'histoire et littérature russe ; elle est ainsi la tante de la journaliste Anne Nivat.